# Église ukrainienne catholique de l'Immaculée Conception de Springfield
L'église ukrainienne catholique de l'Immaculée Conception (en anglais : Ukrainian Catholic Church of the Immaculate Conception) est une église située à Cooks Creek (en) dans la municipalité rurale de Springfield au Manitoba (Canada). Construite entre 1930 et 1938 dans un style byzantin, elle est considérée comme l'une des églises les plus achevées du prêtre-architecte Philip Ruh (en). Ce dernier dirigera la paroisse de la construction de l'église à sa mort en 1962. L'église a été désignée site provincial du patrimoine en 1986 et désignée lieu historique national du Canada en 1997.

## Histoire
L'église a été conçue selon les plans du prêtre-architecte Philip Ruh (en) (1883-1962). Ce dernier est à l'origine de la conception de plus de 33 églises à travers les Prairies. Il est l'instigateur du style architectural qui sera surnommé « cathédrale des Prairies ». Ce dernier dirigera la paroisse jusqu'à sa mort en 1962. Le 1er mai 1986, l'église est désignée site provincial du patrimoine par le ministre de la Culture, du Patrimoine et des Loisirs du Manitoba. L'église est désignée Lieu historique national du Canada le 22 septembre 1997 par la Commission des lieux et monuments historiques du Canada. L'église est toujours utilisée pour le culte.

## Architecture

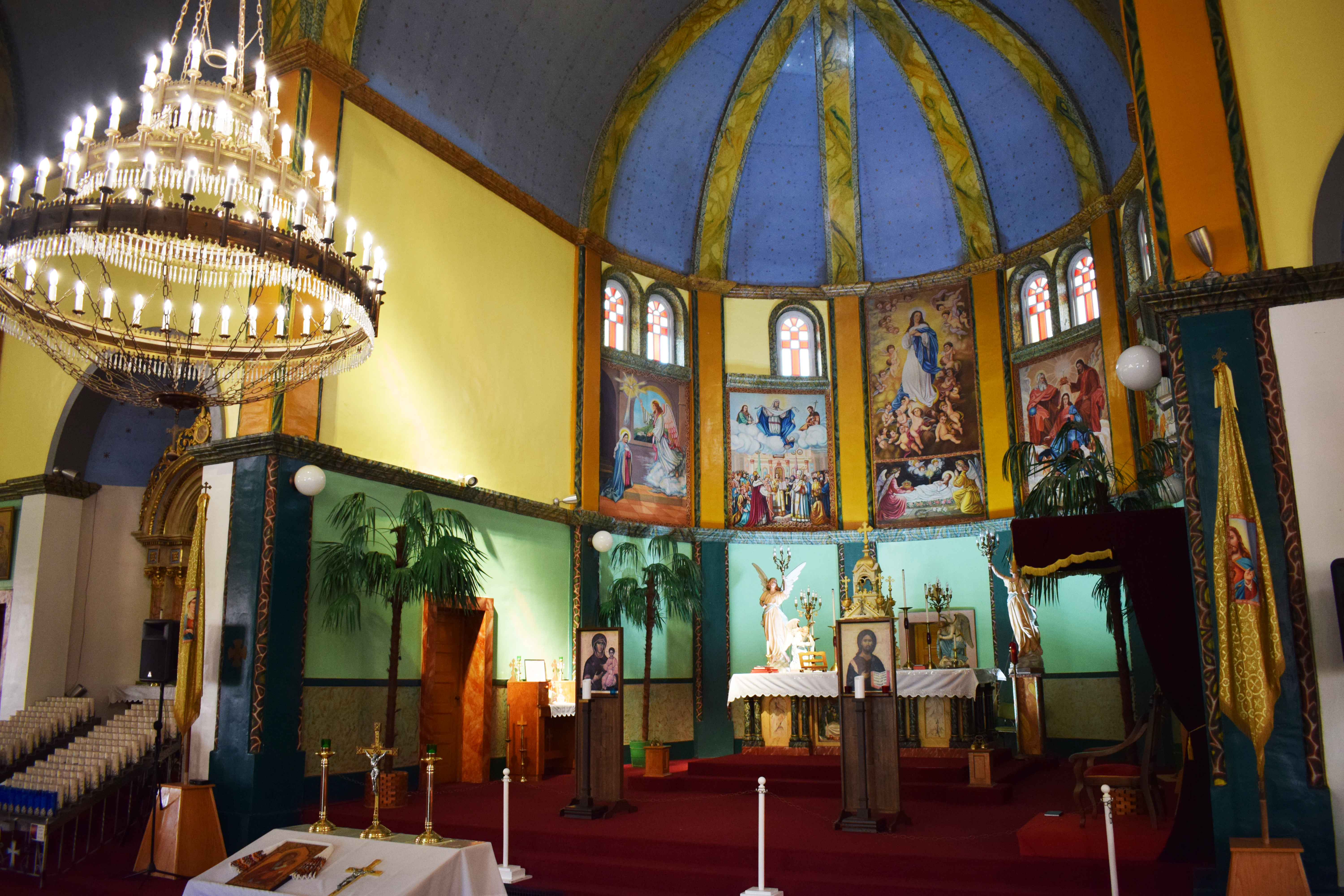
Intérieur de l'église de l’immaculée Conception

L'église est considérée comme l'une des œuvres les plus audacieuses de Philip Ruh. Son style avec ses neuf dômes est inspiré des églises à dômes multiples de Kiev. La structure de l'église est en béton armé. Le stuc extérieur prend l’apparence du calcaire de Tyndall par sa couleur dorée. Quant à la décoration intérieure, elle a été exécutée pour la plupart par des artistes amateurs,